# Cyclododecanol
Cyclododecanol is een secundair alcohol met als brutoformule C12H24O. Het is een kleurloze vaste stof met een sterke kamferachtige geur, die praktisch onoplosbaar is in water. Het is goed oplosbaar in organische oplosmiddelen.

## Synthese
Cyclododecanol wordt geproduceerd door de oxidatie van cyclododecaan, met boorzuur als katalysator.

## Toepassingen
Cyclododecanol is een tussenproduct in de synthese van laurolactam, het monomeer van polyamide 12. De syntheseweg van laurolactam loopt van cyclododecaan over achtereenvolgens cyclodecanol, cyclododecanon en cyclododecanonoxime. Cyclododecanol is een belangrijke grondstof in de parfumindustrie voor de synthese van macrocyclische geurstoffen, onder andere met muskusachtige geur.
De oxidatieve ringopening van cyclododecanol levert het dicarbonzuur 1,12-dodecaandizuur dat ook in de synthese van polymeren wordt gebruikt.